# Sakurai Takashi
Takashi Sakurai (sinh ngày 4 tháng 5 năm 1977) là một cầu thủ bóng đá người Nhật Bản.

## Sự nghiệp câu lạc bộ
Takashi Sakurai đã từng chơi cho Yokohama Flügels và Consadole Sapporo.